# Camden Town
Camden Town (/kæmdən/), röviden Camden, London egyik északnyugati városrésze, Charing Crosstól 4,1 kilométerre  északra. Történelmileg Middlesex megyében volt. A Camden kerület közigazgatási központja, és a London-tervben Nagy-London 34 fő központjának egyike.
1791-től lakott terület, eredetileg a Kentish Town majorsághoz és a Szent Pongrác-plébániához tartozott. A vasút fejlődésével vált fontossá. Gazdaságának ipari jellegét felváltották a szolgáltató iparágak, mint például a kiskereskedelem, a turizmus és a szórakoztatóipar. A terület ma utcai vásárok és zenei rendezvények helyszíne, amelyek erősen kötődnek az alternatív kultúrához.

## Nevének eredete
Nevét Charles Prattról, Camden első grófjáról kapta. Grófságát a kenti Chislehurst melletti Camden Place (ma a londoni Bromley kerületben) nevű birtokáról nevezték el, amely korábban William Camden történész tulajdonában volt. Az 1822-ben az Ordnance Survey térképén szereplő nevet később a 20. század eleji Camden Town művészcsoport és az 1965-ben létrehozott Camden kerület is felvette.

## Nevezetes helyek
- A Roundhouse egy 1847-ben a Londoni és Északnyugati Vasút számára épített mozdonyfordítóház volt. Később többek között kukorica- és burgonyaraktárként, Gilbey's ginraktárként használták, majd végül elhagyatottá vált.[4] 1966-ban színházzá, művészeti központtá és zenei helyszínné alakították át,[5] később bezárták, majd 2006-ban színházként és zenei helyszínként újra megnyitották.[6]
- A Camden-katakombák nem igazi katakombák, hanem egy nagyrészt a camdeni piacok alatt levő föld alatti terület, amelyet eredetileg a vasúti kocsik vontatására használt lovak és pónilovak istállójaként használtak.[7][8] A látogatók számára az elárasztásveszély miatt nem látogatható.
- Szent Pongrác-öregtemplom
- Boldogasszony-templom
- Szent Mihály-templom
- A Mornington Crescenten áll a Greater London House, a korábbi Carreras cigarettagyár, ma több cégnek otthont adó irodaház, egy 1926 és 1928 között épült, art déco neoegyiptomi stílusú épület, amelyet az egyiptomi macskaistennő, Básztet 2,6 méter magas bronzszobrai díszítenek.
- Londoni Zsidó Múzeum
- Az Arlington-ház, eredetileg a Rowton-házak egyike, amely olcsó éjszakai szállást biztosított, ma konferenciaközpontnak ad otthont, de továbbra is olcsó szobákat és lakásokat nyújt.[9]
- A Camden Roadon található szokatlan Sainsbury's szupermarketet és lakásokat Nicholas Grimshaw tervezte high-tech stílusban, és a korábbi nagy ABC-pékség helyén épült.[10]
- A Hawley Arms egy pub és zenei központ, amely a 90-es években vált ismertté mint a londoni indie és alternatív zenei színtér központja. Amy Winehouse kedvenc kocsmája volt, amikor Camden Townban élt, és állítólag gyakran a bárpult mögé állt, hogy korsókat töltsön és italokat szolgáljon fel.[11]

## Fordítás
Ez a szócikk részben vagy egészben  a   Camden Town című angol Wikipédia-szócikk ezen változatának fordításán alapul.  Az eredeti cikk szerkesztőit annak laptörténete sorolja fel. Ez a jelzés csupán a megfogalmazás eredetét és a szerzői jogokat jelzi, nem szolgál a cikkben szereplő információk forrásmegjelöléseként.